# Cantón de Saint-Jean-Brévelay
El cantón de Saint-Jean-Brévelay era una división administrativa francesa, que estaba situada en el departamento de Morbihan y la región de Bretaña.

## Composición
El cantón estaba formado por siete comunas:
- Bignan
- Billio
- Buléon
- Guéhenno
- Plumelec
- Saint-Allouestre
- Saint-Jean-Brévelay

## Supresión del cantón de Saint-Jean-Brévelay
En aplicación del Decreto n.º 2014-215 de 21 de febrero de 2014, el cantón de Saint-Jean-Brévelay fue suprimido el 22 de marzo de 2015 y sus 7 comunas pasaron a formar parte del nuevo cantón de Moréac.